# Aléxios Moschoúlas
Aléxios Moschoúlas (grec moderne : Αλέξιος Μοσχούλας), était un militaire et homme politique grec qui participa à la guerre d'indépendance grecque.
La famille Moschoúlas était originaire d'Agoulinitsa (aujourd'hui Epitalio (en)) en Élide.
Aléxios Moschoúlas participa aux combats de la guerre d'indépendance grecque et fut élu du Péloponnèse à l'assemblée nationale d'Astros en 1823. Il sacrifia sa fortune pour financer l'insurrection.

### Sources
- (el) Phótios Chrysanthópoulos, Βίοι Πελοποννησίων ανδρών και των εξώθεν εις την Πελοπόννησον ελθόντων κληρικών, στρατιωτικών και πολιτικών των αγωνισαμένων τον αγώνα της επαναστάσεως, Athènes, Stávros Andrópoulos,‎ 1888, 335 p. (lire en ligne), p. 53
- (el) Parlement grec, Μητρώο Πληρεξουσίων, Γερουσαστών και Βουλευτών. 1822-1935, Athènes, Parlement grec,‎ 1986, 159 p. (lire en ligne) [PDF]